# Municipio de Belitsa
El municipio de Belitsa (búlgaro: Община Белица) es un municipio de la provincia de Blagóevgrad, Bulgaria, con una población estimada a final del año 2017 de 9426 habitantes. 
Se encuentra ubicado al suroeste del país, cerca de la frontera con Macedonia del Norte y Grecia. Su capital es la ciudad de Belitsa.

## Localidades
Comprende las siguientes 12 localidades (población en 2011):
- Bábyak (820)
- Belitsa (3362) - la capital
- Gorno Kraishte (1191)
- Gálabovo (58)
- Dagónovo (742)
- Zlatáritsa (98)
- Kraishte (2483)
- Kúzyovo (248)
- Lyútovo (218)
- Órtsevo (175)
- Palátik (255)
- Cheréshovo (277)